# Mario Saint-Amand
Pour les articles homonymes, voir Saint-Amand.
Mario Saint-Amand, né le 23 janvier 1968 à Sept-Îles est un acteur et un chanteur québécois francophone.

## Biographie
Il commence sa carrière en 1987 au Théâtre Denise-Pelletier dans Le Mariage de Figaro aux côtés de Guy Nadon après qu'il a fait la rencontre de l’actrice Danielle Fichaud qui devient son maître de théâtre. Suivra l’émission L’Inspecteur A.Z. qui sera diffusé au Canal Famille en 1988. Au début des années 1990, Danielle Fichaud le dirigera au théâtre dans ce qui s'avèrera son premier contre-emploi. Arlequin dans la pièce de Marivaux Le Jeu de l'Amour et du Hasard restera son unique personnage comique de sa carrière. Suivront plusieurs rôles au théâtre sous la direction entre autres de André Brassard, Dominic Champagne,André Montmorency, pour ne nommer que ceux-ci.
Il se fait également remarquer dans plusieurs séries télévisées dont Scoop réalisé par Pierre Houle dans lequel il interprète un inquiétant toxicomane qui veut s’en prendre au personnage interprété par Macha Grenon. Il sera également de la distribution de Réseaux et, au début des années 2000, dans la non moins célèbre série Grande Ourse, réalisée par Patrice Sauvé qui remporte plusieurs prix Gémeaux.
Plusieurs fois en nomination pour les prix Gémeaux, c’est sous la direction de Janette Bertrand, en 1994, qu’il remporte le prix Meilleure interprétation masculine dans un rôle de soutien pour sa composition mémorable d’un personnage atteint du sida. Mme Bertrand influencera fortement sa carrière puisqu’il sera mis en nomination à deux autres reprises sous sa plume. En 1992, avec le rôle d’Alain atteint de schizophrénie dans L’amour c’est pas assez, et en 1996, avec celui de Pierre dans Un Peu, Beaucoup, À la Folie.
Porte-parole de la Fête nationale du Québec en juin 2002, il découvre avec enthousiasme les Iles de la Madeleine et décide d’y jeter l’ancre au printemps 2004. Au cours de cette même année, il met sur pied le Ciné Cabarouette afin de stimuler la création cinématographique chez les jeunes Madelinots des écoles primaires. Il y fonde également  sa propre compagnie, Les Films de la Dune, dans le but de produire et réaliser ses propres projets cinématographiques.
Au cinéma, Saint-Amand a débuté en 1989 dans le film Love-moi, de Marcel Simard, qui traite de la délinquance juvénile. On le retrouvera également dans deux productions réalisées par Gabriel Pelletier : L’Automne sauvage et Karmina. À l’automne 2007, André Forcier lui offre de jouer dans son film Je me souviens. L’année 2008 se termine en force avec le réalisateur Julien Knafo, des productions Verbomatrices, qui lui offre de jouer un jeune père de famille qui paie le prix de la performance professionnelle dans le film Lucidité passagère, produit par Les Verbomatrices Productions.
L'année 2010 s'annonce chargée lorsqu'il décroche une audition pour le film Gerry, qui relate la vie du chanteur du groupe Offenbach, décédé d'un cancer du côlon en juillet 1990. La rencontre est déterminante et le réalisateur, Alain DesRochers, confie à Mario le rôle de Gérald « Gerry » Boulet.
Quant à André Forcier, après avoir fait connaissance une première fois avec l'acteur, il approchera de nouveau Saint-Amand pour lui offrir le personnage d'Henri Blanchard aux côtés de Paolo Noël, Gaston Lepage et Roy Dupuis dans le film Coteau rouge, après lui avoir demandé de travailler avec lui comme collaborateur à la scénarisation.
En 2014 Mario Saint-Amand se retrouve au côté de sa comparse depuis une vingtaine d'année, France Castel, avec qui il s'amuse à jouer à l'amant devant la caméra de la sexagénaire Annie Molin Vasseur qui investit temps et argent dans son tout premier long métrage.
Souhaitant désormais mettre à parti son talent au service de l'écriture, Saint-Amand poursuit son travail d'écriture scénaristique avec l'auteure Maryse Latendresse. Ils créeront, avec le support de la comédienne Néfertari Bélizaire et la biographie qu'elle a publié sur elle, un scénario sur les abus sexuels que la comédienne a subis dès l'âge de 4 ans en Haïti. Parallèlement à ce projet, ils travailleront aussi une pièce de théâtre inspirée du roman de Maryse Latendresse, Pas de mal à une mouche. C’est en 2015 qu’il décide d’aller puiser les connaissances dont il a besoin pour écrire en investissant toutes ses économies dans un cours en scénarisation à Institut national de l'image et du son INIS situé à Montréal, Québec.
En 2012, il met sur pied le groupe musical Le Saint-Amand Blues et fait un mini album de 5 chansons blues originales. Il part en tournée au Québec. Après s'être vu dans l'obligation de vendre sa maison afin de produire son mini album et sa tournée, Mario Saint-Amand remet ça l'année suivante en créant un spectacle hommage aux paroliers qui ont fait naître le rock québécois en écrivant les paroles de chansons pour le groupe Offenbach et son chanteur Gérald "Gerry" Boulet. La critique est unanime. "Mission accomplie..." écrira Danie Daignault. "Performance artistique et scénique remarquable.." soulignera Sandra Godin. La réputé Francine Grimaldi en fera son "…Chouchou de la semaine" à l'émission de Joël Le Bigot. Saint-Amand sait faire passer l'émotion et son spectacle 22 CÂLINE DE BLUES le prouve encore une fois.
Devenu par la force des choses son propre producteur, Saint-Amand produira coup sur coup deux albums, 22Câline de Blues Volume I et II tous les deux parus en 2014, dans lesquels il poursuit son hommage aux paroliers des chansons d'Offenbach et de Gerry Boulet. Les albums comprennent 11 chansons et 11 courts récits faisant partie du spectacle que le chanteur et comédien donne dans tout le Québec depuis le printemps 2013.
En 2019, Mario Saint-Amand est étudiant à l'Université Laval et assistant-chercheur au Centre de réadaptation en dépendance de Québec, en plus d'être porte-parole des Maisons Péladeau depuis 2014. Mario Saint-Amand termine ses études universitaires en juin 2023 et après s’être installé dans son fief natal sur la
Côte Nord il choisit de travailler auprès des jeunes qui vivent avec des problématiques de consommation de drogues et d’alcool.

## Filmographie

### Télévision
- 1988 : L’Inspecteur A.Z. - Antoine Zénon.
- 1992 : Watatatow : Simon Laurin
- 1995 : Scoop : Robert Jonhson : Pierre Houle
- 1995 : Les grands procès (Affaire Cordélia Viau) : Sam Parslow
- 1995 : Radio Enfer : Guylain Ti-Guy Tremblay : Louis Saia
- 1998 : La Part des anges : Philippe Bernard
- 1998 : Réseaux : Michel Valois : Gabriel Pelletier
- 1999 : Opération Tango (série télévisée) de Mark Blanford : Sergent Davila
- 2003 : Grande Ourse : Pierre Lamy : Patrice Sauvé
- 2005 : L'Héritière de Grande Ourse : Pierre Lamy : Patrice Sauvé
- 2006: Forces Obscures
- 2016 : District 31 : Michel David
- 2024 : Indéfendable : Jean-Claude Marquis

### Cinéma
- 1991 : Love-Moi de Marcel Simard : Jacques
- 1992 : L'Automne sauvage de Gabriel Pelletier : Antoine
- 1996 : Karmina de Gabriel Pelletier : Pierre Boutin
- 1998 : Escape de Philippe Roberge : prisonnier
- 2000 : Que faisaient les femmes pendant que l'homme marchait sur la Lune ? de Chris Vander Stappen : Bob
- 2005 : Emilio de Manuel Codina : le chat & Emilio adulte
- 2007 : Le Symptôme - Fable dégradée en plusieurs couches de Vuk Stojanovic : capitaine Colorado
- 2008 : Truffe de Kim Nguyen : mineur
- 2009 : Lucidité passagère de Julien Knafo : Mathieu
- 2009 : Je me souviens de André Forcier : Rock
- 2011 : Coteau rouge d'André Forcier : Henri Blanchard
- 2011 : Gerry de Alain DesRochers : Gerry Boulet

## Discographie
- 2012 : Le Saint-Amand Blues - EP de 5 chansons blues.
- 2014 : 22Câline de Blues Volume I - Album de 11 chansons de Gerry Boulet et Offenbach
- 2014 : 22Câline de Blues Volume II - Idem

## Distinctions

### Récompenses
Il a remporté un Gémeaux en 1994 dans la catégorie Meilleure interprétation dans un rôle de soutien toutes catégories dramatiques pour son personnage de Jean Pierre dans Missionnaire du Sida écrit et dirigé par Janette Bertrand.

### Nominations
Sa première nomination se déroulera à la remise des Prix Gémeaux en 1992 à la suite de l'interprétation de son personnage d'Alain atteint de schizophrénie dans L’amour c’est pas assez. C’est toujours sous la direction de Janette Bertrand en 1994, qu’il remporte le prix Meilleure interprétation masculine dans un rôle de soutien pour sa composition mémorable du personnage de Jean-Pierre atteint du sida dans la dramatique Missionnaire du Sida en 1994. En 1994, son personnage de Simon Laurin dans la populaire série Watatatow le mènera à une troisième nomination dans la catégorie Meilleure interprétation émission ou série jeunesse dramatique et toujours sous la direction de Janette Bertrand, il sera de nouveau en nomination en 1996 lorsqu'elle lui offre le rôle de Louis Côté dans Un Peu, Beaucoup, À la Folie qu'il jouera au côté de Marcel Leboeuf et Macha Limonchik.
Double nommé au Prix Jutra 2012 d'abord pour le personnage d'Henri du film d'André Forcier Coteau rouge ainsi que son interprétation du légendaire chanteur du groupe Offenbach, Gérald Gerry Boulet, dans le film Gerry.